# Holcinae
Holcinae Dumort., 1868 è una sottotribù di piante angiosperme monocotiledoni appartenente alla famiglia delle Poacee (o Gramineae, nom. cons.), sottofamiglia Pooideae, tribù Poeae.

## Etimologia
Il nome della sottotribù deriva dal suo genere tipo Holcus L., 1753 la cui etimologia è relativa alla parola "holco" che in greco antico significa "disegna". Questa pianta nei tempi classici veniva usata per rimuovere i peli dal corpo.
Il nome scientifico della sottotribù è stato definito dal botanico, naturalista e politico belga Barthélemy Charles Joseph Dumortier (Tournai, 3 aprile 1797 – 9 luglio 1878) nella pubblicazione "Bulletin de la Société Royale de Botanique de Belgique" (Bull. Soc. Roy. Bot. Belgique 7: 68. 1868) del 1868.

## Descrizione

### Portamento
Il portamento delle specie di questo gruppo in genere è cespuglioso (o rizomatose) con forme biologiche tipo emicriptofita cespitosa (H caesp) e cicli biologici annuali o perenni. I culmi sono cavi a sezione più o meno rotonda con portamento eretto o ginocchiato-ascendenti; sono glabri e spesso sono pelosi ai nodi. In queste piante non sono presenti i micropeli.

### Foglie

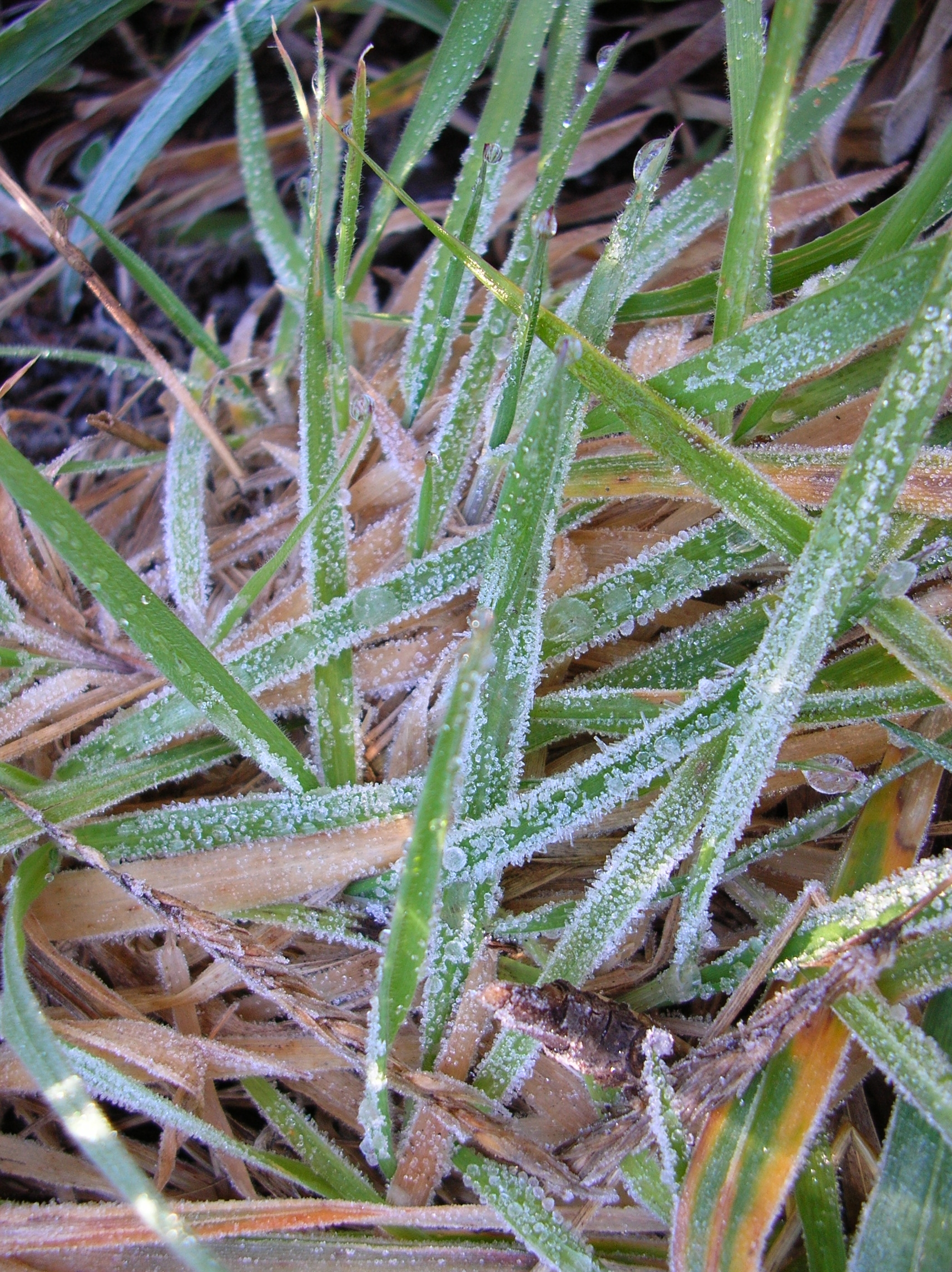
Le foglie
Holcus lanatus

Le foglie lungo il culmo sono disposte in modo alterno, sono distiche e si originano dai vari nodi. Sono composte da una guaina, una ligula e una lamina. Le venature sono parallelinervie. Non sono presenti i pseudopiccioli e, nell'epidermide delle foglia, le papille.
- Guaina: la guaina è abbracciante il fusto e in genere è priva di auricole ed è pubescente.
- Ligula: la ligula è membranosa e a volte cigliata.
- Lamina: la lamina ha delle forme generalmente piatte; la consistenza è molle; la superficie è pubescente.

### Infiorescenza

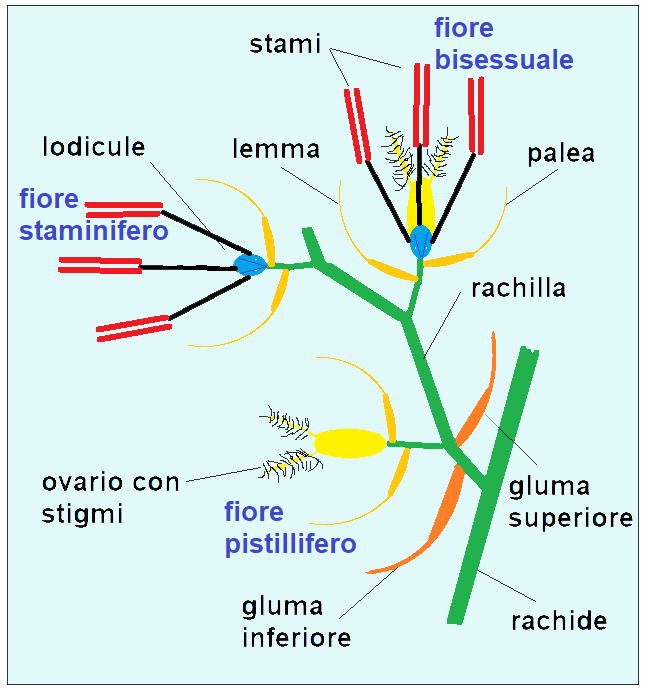
Spighetta generica con tre fiori diversi

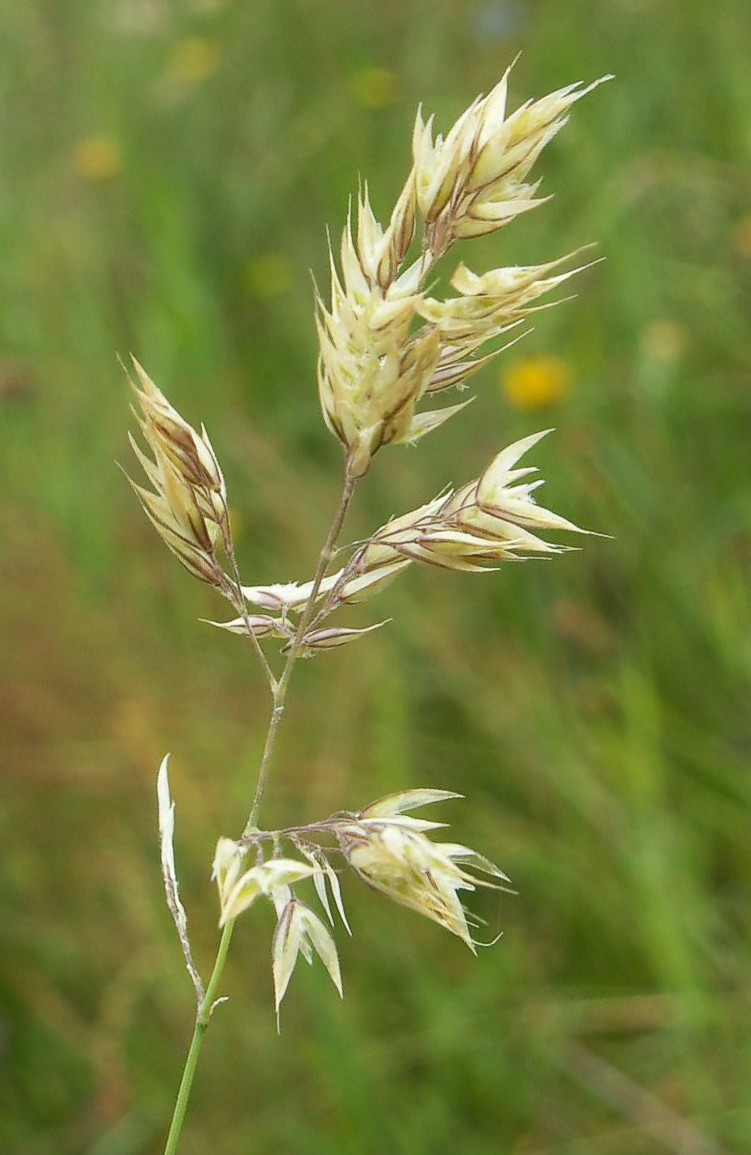
Infiorescenza
Holcus mollis

- Infiorescenza principale (sinfiorescenza o semplicemente spiga): le infiorescenze, ascellari e terminali, in genere sono ramificate e sono formate da alcune spighette ed hanno la forma di una pannocchia ampia e densa con aspetto bianco-setoso. La fillotassi dell'inflorescenza inizialmente è a due livelli, anche se le successive ramificazioni la fa apparire a spirale.
- Infiorescenza secondaria (o spighetta): le spighette, compresse lateralmente, sottese da due brattee distiche e strettamente sovrapposte chiamate glume (inferiore e superiore), sono generalmente formate da un fiore ermafrodita (in posizione inferiore) e un fiore maschile (staminale) in posizione distale rispetto a quello fertile. Alla base di ogni fiore sono presenti due brattee: la palea e il lemma. La disarticolazione avviene con la rottura della rachilla (che si estende) sotto le glume.

- Glume: le glume sono cigliate sul bordo e sono carenate; l'apice è acuto è mucronato; sono lunghe quanto o più lunghe dei fiori. Quella inferiore ha una venatura, quella superiore ne ha tre.
- Palea: la palea è un profillo con due venature; può essere cigliata.
- Lemma: il lemma a volte è pubescente; possiede una resta ricurva ad uncino o ginocchiata (a volte il lemma sporge oltre le glume); l'apice può essere bidentato.

### Fiori

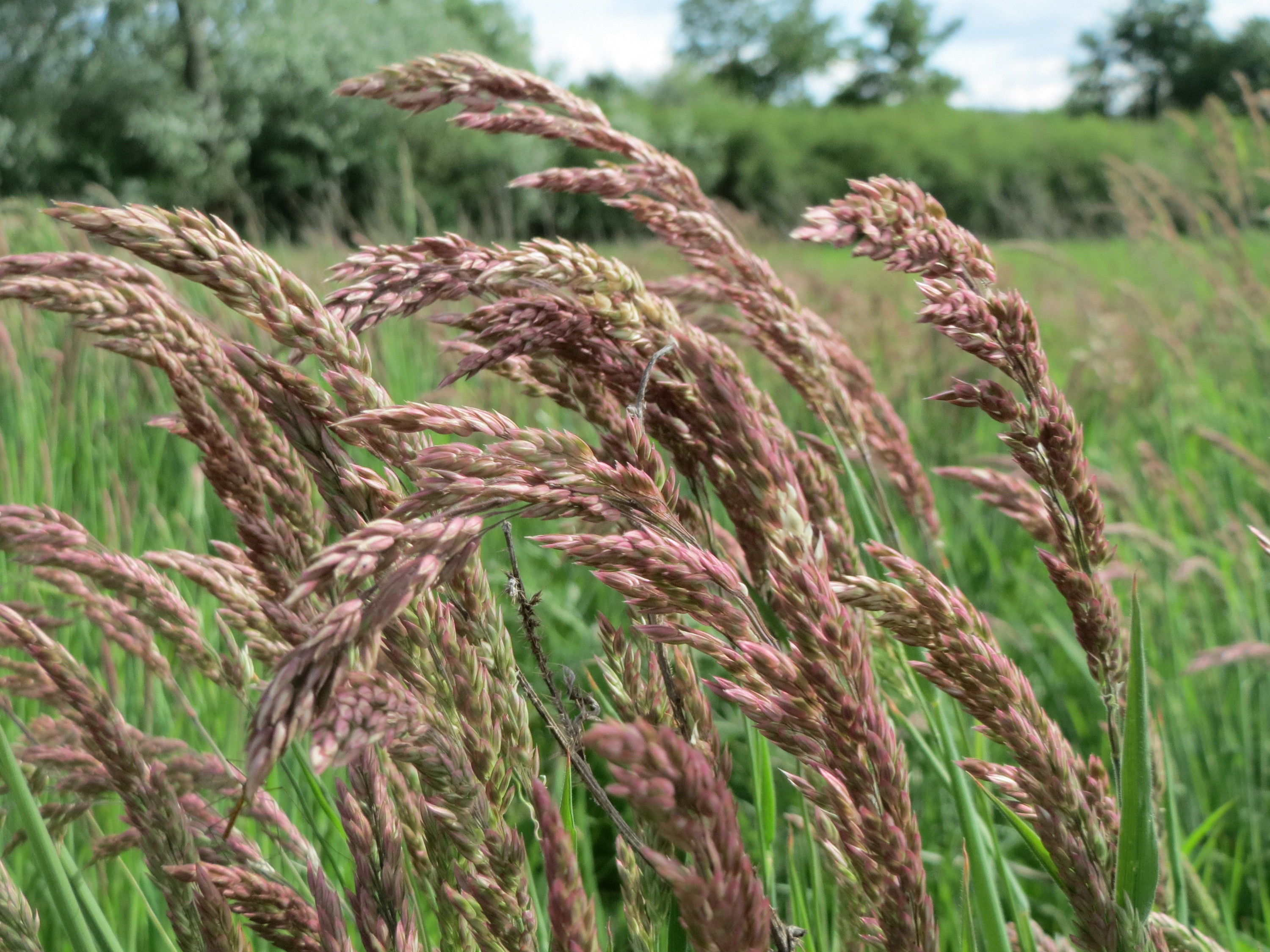
I fiori
Holcus lanatus

I fiori fertili sono attinomorfi formati da 3 verticilli: perianzio ridotto, androceo  e gineceo.
- Formula fiorale:[7]

*, P 2, A (1-)3(-6), G (2–3) supero, cariosside.
- Il perianzio è ridotto e formato da due lodicule, delle squame traslucide, poco visibili (forse relitto di un verticillo di 3 sepali). Le lodicule sono membranose e non vascolarizzate.

- L'androceo è composto da 3 stami ognuno con un breve filamento libero, una antera sagittata e due teche. Le antere sono basifisse con deiscenza laterale. Il polline è monoporato.

- Il gineceo è composto da 3-(2) carpelli connati formanti un ovario supero. L'ovario, glabro, ha un solo loculo con un solo ovulo subapicale (o quasi basale). L'ovulo è anfitropo e semianatropo e tenuinucellato o crassinucellato. Lo stilo, breve, è unico con due stigmi papillosi e distinti.

### Frutti
I frutti sono del tipo cariosside, ossia sono dei piccoli chicchi indeiscenti, con forme ovoidali, nei quali il pericarpo è formato da una sottile parete che circonda il singolo seme. In particolare il pericarpo è fuso al seme ed è aderente. L'endocarpo non è indurito e l'ilo è lineare. L'embrione è piccolo e provvisto di epiblasto ha un solo cotiledone altamente modificato (scutello senza fessura) in posizione laterale. I margini embrionali della foglia non si sovrappongono.

## Biologia
Come gran parte delle Poaceae, le specie di questo genere si riproducono per impollinazione anemogama; gli stigmi più o meno piumosi sono una caratteristica importante per catturare meglio il polline aereo. 
La dispersione dei semi avviene inizialmente a opera del vento (dispersione anemocora) e una volta giunti a terra grazie all'azione di insetti come le formiche (mirmecoria).

## Distribuzione e habitat
La distribuzione delle specie di questa sottotribù è relativa alle regioni temperate di tutto il mondo.

## Tassonomia
La famiglia delle Poacee comprende circa 800 generi e oltre 9.000 specie. È una delle famiglie più numerose e più importanti del gruppo delle monocotiledoni. La famiglia è suddivisa in 12 sottofamiglie, la sottotribù Holcinae fa parte della sottofamiglia Pooideae, tribù Poeae.

### Generi della tribù
La tribù si compone di 2 generi:
- Holcus L., 1753 (11 specie)
- Vahlodea Fr., 1842  (1 specie)

Nota: in precedenza questi generi erano inclusi nella sottotribù Airinae.

### Specie della flora italiana
Nella flora spontanea della penisola italiana sono presenti le seguenti specie:
- Holcus lanatus L.
- Holcus mollis L.
- Holcus notarisii Nyman
- Holcus setiglumis Boiss. & Reuter

### Filogenesi
La sottotribù Holcinae  fa parte della tribù Poeae R.Br., 1814 e quindi della supertribù Poodae L. Liu, 1980. La tribù Poeae (formata da diverse sottotribù suddivise in alcune supersottotribù) è l'ultimo nodo della sottofamiglia Pooideae ad essersi evoluto (gli altri precedenti sono la tribù Brachyelytreae, e le supertribù Nardodae, Melicodae, Stipodae e Triticodae). La sottotribù Holcinae appartiene al gruppo con le sequenze dei plastidi di tipo "Poeae" (definito "Poeae chloroplast groups 2 ").
All'interno della tribù il gruppo Holcinae occupa una posizione "basale" in disposizione politomica insieme ad altre sottotribù (Sesleriinae, Scolochloinae, Arinae, Aristaveninae e Helictochloinae). Dalle analisi risulta che la sottotribù come è circoscritta attualmente è monofiletica. Inoltre in alcune analisi le sottotribù Airinae e Holcinae formano un "gruppo fratello". Ulteriori studi sono necessari per avere informazioni più dettagliate e precise.
Le seguenti sinapomorfie sono relative a tutta la sottofamiglia (Pooideae):
- la fillotassi dell'inflorescenza inizialmente è a due livelli;
- le spighette sono compresse lateralmente;
- i margini embrionali della foglia non si sovrappongono;
- l'embrione è privo della fessura scutellare.

Le sinapomorfie relative alla tribù Poeae sono:
- l'ilo è puntiforme;
- dei lipidi (grassi) sono presenti nell'endosperma;
- le lodicule sono prive di ciglia;
- l'ovario è glabro.

Per la sottotribù sono descritte le seguenti sinapomorfie:
- Vahlodea: le foglie sono per lo più cauline; l'ilo è lineare.